# Anton Schröfl
Anton Schröfl, o Josef Anton Schröpfl, Schrefel o Schrö(f)fel (Monaco di Baviera, 10 marzo 1774 – Monaco di Baviera, 4 dicembre 1846), è stato un basso tedesco.

## Biografia
Figlio di un insegnante di scuola, nacque a Mosach, vicino a Monaco di Baviera. Apprese i rudimenti della musica e del canto da suo padre. Venne nel suo nono anno in città per studiare. Lì, si esercitava al canto e al violino accompagnato dalla sorella Catherine. Era presente appena da sei settimane in scuola quando fu accettato nel coro del maestro di cappella Hefner del capitolo della Frauenkirche. Riceveva annualmente più di cento fiorini, su cui visse molto parsimoniosamente con sua sorella. Entrambi vissero tre anni insieme, ma poi la sorella se ne andò in Ungheria. Anton continuò a cantare nel coro fino alla muta vocale. Senza assistenza, accettava tutte le proposizioni : suonava il violino nelle taverne, cantava nei cori dei monasteri di donne, per piccoli guadagni. Finalmente, riuscì a farsi ammettere alle lezioni del maestro di canto della corte Giovanni Valesi e per il violino dal musicista di corte Maximilian Heiß. Fu assunto il 2 dicembre 1791 come corista nella Frauenkirche, e scritturato al teatro di corte come cantante. Il 4 marzo 1796 fu assunto come basso al coro della cappella della corte, dove tuttavia ricevette uno stipendio annuale fisso solo dal 17 gennaio 1801. 
Schröfl viaggiò ad Augusta, Ratisbona, Salisburgo, Hallein, Eger e Carlsbad. Le sue obbligazioni non gli concedevano visitare città e paesi più lontani. Si sposò il 27 aprile 1803, ed ebbe due figli, tra cui il compositore Johann Baptist Schröfl (1804-1834).
Dal 1816 fu direttore della musica nella Chiesa di San Gaetano, dal 1817 direttore del coro del duomo e finalmente maestro di capella del duomo (Domkapellmeister) nel 1823.